# Cristóbal Labra
Cristóbal Amaro Labra Bassa (Santiago, 16 de junio de 1981) es un licenciado en Educación Básica y político chileno. En 2021 fue elegido como alcalde de la comuna de San Joaquín.

## Biografía
Hijo de Pilar Bassa y del exdiputado comunista Amaro Labra, fundador del grupo musical Sol y Lluvia. Profesor de Educación Básica y concejal de la comuna de San Joaquín desde 2012.
En la Municipalidad de San Joaquín trabajó en el área de Juventud e Infancia, desarrollando talleres de formación artística, voluntariado con jóvenes para mejorar la infraestructura de jardines infantiles, entre otras actividades.
Desde muy joven participó en distintas organizaciones comunitarias y sociales. En la etapa escolar fue dirigente de la Federación de Estudiantes Secundarios (FESES) y en la educación superior se desempeñó como Secretario General de la Federación de Estudiantes de la Universidad Católica Silva Henríquez. También fue parte de la Junta de Vecinos de la Población Chile de San Joaquín.
En las elecciones municipales del 2021 ganó la alcaldía de San Joaquín como candidato independiente tras vencer a Marcela Cortés, candidata por la antigua gestión del municipio en manos del Partido Socialista de Chile.

## Historial electoral

### Elecciones municipales de 2021
- Elecciones municipales de 2021, para la alcaldía de San Joaquín[5]